# خالد الغندور
خالد الغندور (27 يوليو 1970 - ) إعلامي، ولاعب كرة قدم مصري سابق.
كان يلعب في نادي الزمالك حتى اعتزاله، كان كابتن الزمالك في الفترة من 1997 حتى اعتزاله عام 2003، لقب ب «بندق» لقصر قامته، ويعد من أكثر قائدي الفريق فوزاً بالبطولات في تاريخ نادي الزمالك. أحرز الغندور العديد من الأهداف خلال مشواره الكروي، كما أن له رحلة احتراف قصيرة في نادي كاظمة الكويتي.

## المسيرة الدولية
شارك مع منتخب مصر الأوليمبي في دورة الألعاب الأوليمبية الصيفية عام 1992، وكان ضمن قائمة منتخب مصر المشاركة في كأس الأمم الأفريقية عام 1994، شارك في 3 مباريات دولية مع المنتخب الأول.

## النشاط الاعلامي
شارك أثناء امتهانه كرة القدم في تقديم بعض الحلقات من برنامج إسهر معانا على قناة النيل للمنوعات، ثم اتجه الغندور للإعلام الرياضي وحقق نجاحاً يذكر في موسم 2006/2007 في برنامجه الإذاعى جول اف ام وأخيراً يقدم البرنامج الرياضي «الرياضة اليوم» على قناة دريم الفضائية الأولى ترك قناة دريم 2013 وانتقل الي اون تي في يقدم برنامج بيدق بره الصندوق وهو الآن يقدم برنامج اللعبة الحلوة مع بندق على قناة TV TÜRKİYE LTC وعاد لشاشة دريم ليقدم برنامج الكورة في دريم ، وقدم برنامج في قناة بيراميدز برنامج أسمه الكورة * ملعبك ، ثم قدم برنامج الزمالك اليوم في قناة المحور ثم أنتقل إلى قناة الحدث ، ثم أنتقل إلى قناة نادي الزمالك ويقدم البرنامج الرئيسي وهو برنامج زملكاوي .

## النشاط الفني
من المعروف عنه حب الاشتراك في أفلام وبرامج غير رياضية لصداقته لبعض الفنانين والمخرجين والعاملين في الحق السينمائي والتلفزيوني شارك في برنامج الوادي على شاشة المؤسسة اللبنانية للإرسال، وظهر كضيف شرف في أفلام سكوت ح نصور والحاسة السابعة ومسلسل لحظات حرجة ومسلسل الكبير قوي ومسلسلات السيت كوم راجل وست ستات وحرمت يا بابا، وأول دور قام بتمثيله كان في فيلم زي الهوا.